# 日本年號
日本自第三十六代孝德天皇即位並建元大化起開始使用年号（日语：／ Nengō、／ Gengō）為其纪年方式。孝德天皇在其在位期間推行大化改新，而包括使用年號等新政策都對後世日本影響深遠。孝德天皇建元大化後，日本在齊明天皇、天智天皇、弘文天皇及持统天皇在位期間停用年號，僅在天武天皇在位末年短暫使用年號數月，直至文武天皇於701年5月3日（大寶元年三月二十一日）再度恢復使用年號後，方持續使用年號至今。

## 改元原因與程序
在日本，改元的原因除天皇即位外，多數出於迷信及牽強附會。因天皇即位而進行的改元通常在天皇即位翌年進行，但有時候也會因為亂世而不在天皇即位翌年改元。在奈良時代與平安时代初期，天皇即位外的改元理由往往是出現祥瑞，而朝廷會命令學者尋找古籍中有關相關祥瑞的記載，並予以記錄。自平安時代中期（天德、應和年間）起，改元之事均載於改元宸記中，而改元的程序也演變為先由大臣上奏年號勘文，然後天皇於選定會議中決定新年號。日本自醍醐天皇起開始因「辛酉革命」的緣故在辛酉年進行改元（當時為901年，由昌泰四年改元延喜），並自村上天皇起開始因「甲子革令」的緣故在甲子年進行改元（當時為964年，改元康保）。日本自醍醐天皇起也會因災禍等不祥之事而改元（當時為923年，改元延長）。
雖然自鎌倉時代起，日本的政治實權落入武家手中，然而武家政權一般不會干涉朝廷進行改元，直至江户时代幕府方開始插手改元事務。自江戶時代起，幕府開始參與改元事務，而幕府所頒佈的《禁中並公家諸法度》第八條規定「改元，漢朝年號之內，以吉例可相定；但重而於習禮相熟者，可為本朝光規之作法事」即為其始。此前，改元於朝廷通知幕府後，於公達日召集大名與旗本宣佈改元時即生效。然而，在江戶時代，實際執行改元決策的權力轉移至幕府，而朝廷在通知幕府改元後，改元須先經幕府在江戶城向諸大名宣告，然後幕府自江戶遣使向町奉行通知，町奉行再於町觸上予以宣告後方得生效，而文武百官與庶民就算知道朝廷有意改元，在町觸發佈改元宣告前都不能逕自先行使用新年號。
自明治天皇頒佈《明治改元之詔》後，正式確立一世一元制。自此以後，一個天皇只會使用一個年號，因此只有在出現皇位繼承的情況下才會出現改元的情形，而1979年（昭和五十四年）6月12日頒行的《元号法》也明確了此原則。日本在近代改元時採「即日改元」（詔書上）或「即時改元」（教科書上），改元於天皇崩御、改元詔書發佈當日或天皇崩御當時生效，而在第二次世界大战結束後改元則採「（政令施行日）翌日改元」，改元於改元政令施行日翌日生效。自啓用「平成」年號以來，日本政府在改元時都會召開記者會，並由時任内阁官房长官公佈新年號，而新年號的字樣則會由時任辭令專門職書寫。

## 年號的時代特色
日本的年號常取中國古籍中的辭句為典故，惟天皇德仁所使用的年號「令和」的典故出自《萬葉集》，打破了年號典故引用中國古籍的慣例，成為首個引用日本經典的年號。
奈良時代是日本唯一出現四字年號的時代。奈良時代期間在位的光仁天皇所改的年號「天應」是日本唯一一個在正月初一日改元的年號。《明德和約》締結後的首個室町时代年號「應永」使用時間達33年又9個月又22日，是除一世一元制施行後所改的年號「明治」（使用時間43年又9個月又8日）與「昭和」（使用時間62年又14日）外使用時間最長的日本年號。
南北朝時代是日本唯一長期出現兩個年號並立的年代。出自持明院統、受镰仓幕府擁立的北朝的首任天皇光嚴天皇在1332年5月23日（元德四年／元弘二年四月二十八日）改元正慶，惟在1333年7月7日（正慶二年／元弘三年五月二十五日）被後醍醐天皇廢位。後醍醐天皇於1334年3月5日（元弘四年正月二十九日）改元建武，施行建武新政。建武新政失敗後，後醍醐天皇於1336年4月11日（建武三年二月二十九日）再改元延元，惟受足利氏擁立繼位為北朝天皇的光嚴天皇之弟光明天皇未有跟隨，並在1338年10月11日（建武五年／延元三年八月二十八日）另行改元曆應。直至1392年11月12日（明德三年／元中九年閏十月初五日）《明德和約》締結後，南朝「元中」年號遭廢止，日本才終結了兩個年號並立的局面。

## 年號用字
根據《日本年號史大事典》的統計，從日本的「大化」到「平成」共有247個公年號、504個漢字，扣除重複使用的漢字後，僅有72個不同的漢字，如下：
| 次數 | 漢字 |
| ---- | --- |
| 29   | 永 |
| 27   | 元、天 |
| 21   | 治 |
| 20   | 應 |
| 19   | 正、長、文、和 |
| 17   | 安 |
| 16   | 延、曆 |
| 15   | 寬、德、保 |
| 14   | 承 |
| 13   | 仁 |
| 12   | 嘉、平 |
| 10   | 康、寶 |
| 9    | 久、建、慶 |
| 8    | 享、弘、貞 |
| 7    | 明、祿 |
| 6    | 大 |
| 5    | 龜 |
| 4    | 壽、萬 |
| 3    | 化、觀、喜、神、政、中、養                                                                                             |
| 2    | 雲、護 |
| 1    | 乾、感、吉、亨、興、景、衡、國、齊、至、字、朱、授、勝、昌、昭、祥、成、泰、鳥、禎、同、銅、白、武、福、靈、老、祚、雉 |